# Biển Azov
Biển Azov (tiếng Nga: Азо́вское мо́ре, Azóvskoje móre; tiếng Ukraina: Азо́вське мо́ре, Azóvśke móre; tiếng Tatar Krym: Azaq deñizi, Азакъ денъизи, ازاق دﻩﯕىزى) là một biển ở Đông Âu. Về phía nam nó được nối với biển Đen qua eo biển Kerch (rộng 4 km hay 2,5 mi), và có khi được coi là mé bắc của biển Đen. Biển Azov giáp với Ukraina về phía bắc, Nga về phía đông, và bán đảo Krym về phía tây. Sông Đông và sông Kuban là những sông lớn chảy vào biển này. Đây là vùng biển nông, với độ sâu từ 0,9 và 14 mét (2 ft 11 in và 45 ft 11 in). Luôn có luồng nước chảy từ biển Azov đến biển Đen.
Biển này chịu ảnh hưởng của lượng nước sông đổ vào mang theo cát, bùn, sạn, tạo nên nhiều vịnh, vũng cửa sông, và mũi nhô hẹp. Nhờ những vật lắng này, đáy nước khá phẳng và trơn với độ sâu tăng từ từ dần về giữa biển. Ngoài ra, do nước sông chảy về, nước biển ít mặn và có nhiều sinh vật hải sinh (như tảo lục) làm đổi màu nước. Lượng sinh vật phù du dồi dào giúp cá tăng trưởng mạnh. Bờ biển thoải với nhiều loại cây và chim làm tổ.

## Cơ sở hạ tầng
Nhờ sự kết nối sông Đông, thông qua các kênh tới sông Volga, với biển Caspi, biển Baltic và biển Trắng, biển Azov là một liên kết quan trọng cho tàu bè đi đến Biển Đen.
Nga đã xây dựng cây cầu Krym qua eo biển Kerch, sau khi sáp nhập Krym năm 2014, cầu được xây trong năm 2015-2018. Cho đến khi mở cửa, có một dịch vụ vận chuyển bằng phà.
Chính phủ Ukraina đã phản đối việc xây dựng cầu này từ năm 2015: dưới cầu chỉ có tàu có chiều cao dưới 33 mét có thể đi qua, và cây cầu đã củng cố tuyên bố của Nga đối với việc Krym bị sáp nhập. Việc vận chuyển tiếp tục bị ảnh hưởng bởi các kiểm soát của Nga tại Kerch, nơi các tàu tới Ukraine thường phải chờ ba ngày, nhưng cũng có khi lên đến bảy ngày để cập bến; các tàu cũng phải chờ đợi lâu như vậy khi trở ra.

## Kinh tế
Lượng cá nhiều đóng một vai trò quan trọng về kinh tế bên cạnh ngành du lịch đối với người dân ở đây. Nhờ các bãi biển cát nông, thời tiết ấm và khô vào mùa hè vùng biển Azov rất được các gia đình có trẻ em nhỏ ưa thích. Khách sạn và nhà điều dưỡng với các ứng dụng chữa bệnh là những trụ cột quan trọng của du lịch.
Sau khi Nga sáp nhập Krym vào năm 2014, du lịch tăng lên tại vùng biển Ukraina; Số lượng khách du lịch tại Berdyansk năm 2018 cao gấp vài lần so với trước năm 2014. Tuy nhiên, vận tải bị thiệt hại lớn từ cuộc chiến ở Donbass và việc khánh thành cầu Krym; Tại Mariupol, số tiền thu vào giảm một nửa từ năm 2013 đến năm 2018. Việc khuếch trương đã lên kế hoạch trở nên lỗi thời. Theo giám đốc cảng Mariupol, những hậu quả kinh tế này do Nga hoạch định.